# Occupazione sovietica della Lettonia nel 1940

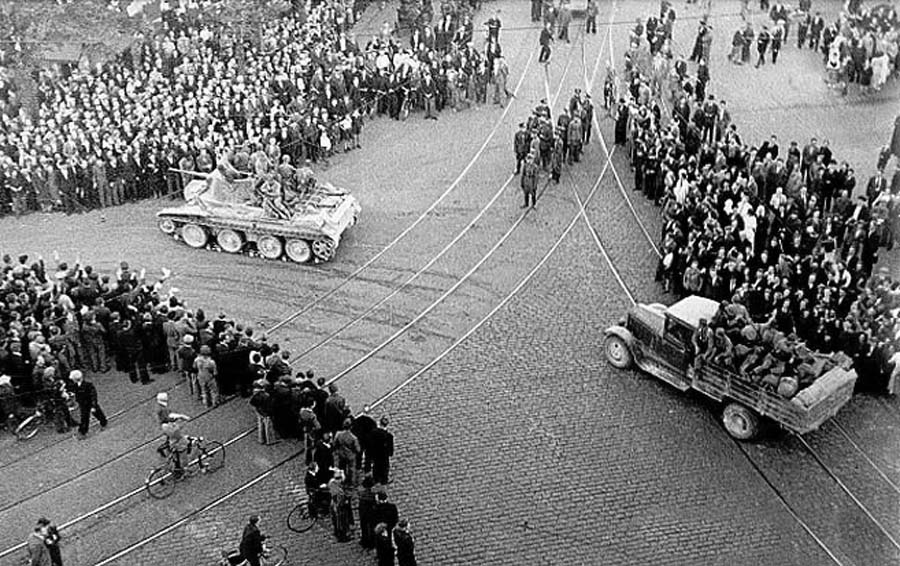
Carro armato BT-7 dell'Armata Rossa e camion ZIS-5 a Riga (1940)

Con occupazione sovietica della Lettonia nel 1940 si intende l'occupazione militare della Repubblica di Lettonia da parte dell'Unione Sovietica in attuazione degli accordi dal patto Molotov-Ribbentrop del 1939 stipulato con la Germania nazista e del suo Protocollo segreto aggiuntivo firmato nell'agosto del 1939.
A sostenere che via stato un vero e proprio insediamento sono la Corte europea dei diritti dell'uomo, il governo della Lettonia, il Dipartimento di Stato degli Stati Uniti d'America, e l'Unione europea. Nel 1989, l'URSS ha pubblicamente condannato il protocollo segreto del 1939 tra la Germania nazista e se stessa in virtù del quale erano stati assoggettati i tre paesi baltici, compresa ovviamente la Lettonia.
Nel luglio 1989, il paese iniziò a tracciare il sentiero che avrebbe condotto al ripristino della sua indipendenza e, dopo lo scioglimento dell'Unione Sovietica, la sovranità della Lettonia riebbe luogo nel 1991. Il 22 agosto 1996, il parlamento lettone adottò una dichiarazione in cui si affermava che l'occupazione sovietica della Lettonia nel 1940 fu di natura militare e un'incorporazione illegittima.

## Contesto storico

### 1918-1939: tra le due guerre mondiali
All'indomani della rivoluzione russa del 1917, la Lettonia dichiarò la propria indipendenza il 18 novembre 1918. Dopo una lunga guerra di indipendenza, la Lettonia e la RSFS Russa (il predecessore dell'Unione Sovietica) firmarono un trattato di pace l'11 agosto 1920. Nell'articolo 2 la Russia sovietica "riconosce senza riserve l'indipendenza e la sovranità dello Stato lettone e rinuncia volontariamente e per sempre ad ogni rivendicazione (...) sul popolo e sul territorio lettone". L'indipendenza della Lettonia fu riconosciuta diplomaticamente dal Consiglio supremo delle potenze alleate (Francia, Gran Bretagna, Italia, Giappone, Belgio) il 26 gennaio 1921. Altri stati seguirono l'esempio. Il 22 settembre 1921 la Lettonia fu ammessa a far parte della Società delle Nazioni e ne rimase membro fino allo scioglimento formale della Lega nel 1946. Il 5 febbraio 1932 fu firmato un Trattato di non aggressione con l'Unione Sovietica, il quale si limitava a ribadire i contenuti del Trattato dell'11 agosto 1920.

### Trattati principali stipulati tra URSS e Lettonia
Prima della seconda guerra mondiale, la Repubblica di Lettonia e l'URSS avevano entrambi firmato e ratificato i seguenti trattati:
- Patto Briand-Kellogg: sottoscritto il 27 agosto 1928, prevedeva il ripudio della guerra come strumento di risoluzione delle controversie internazionali;[14]
- Trattato di non aggressione: stipulato il 5 febbraio 1932;[15]
- Convenzione per la definizione di aggressione: il 3 luglio 1933 per la prima volta nella storia del diritto internazionale, l'aggressione fu definita in un trattato vincolante firmato all'ambasciata sovietica a Londra dall'URSS e, tra gli altri, dalla Lettonia.[16][17] L'articolo II definisce le forme di assalto: Sarà riconosciuto come aggressore lo Stato che per primo commetterà una delle seguenti azioni (...):

Paragrafo 2: invasione da parte delle forze armate del territorio di un altro Stato anche senza una previa dichiarazione di guerra.

Quarto: un blocco navale posto presso le coste o i porti di un altro Stato.

## 1939-1940: la strada verso la perdita di indipendenza

### Patto di non aggressione tedesco-lettone

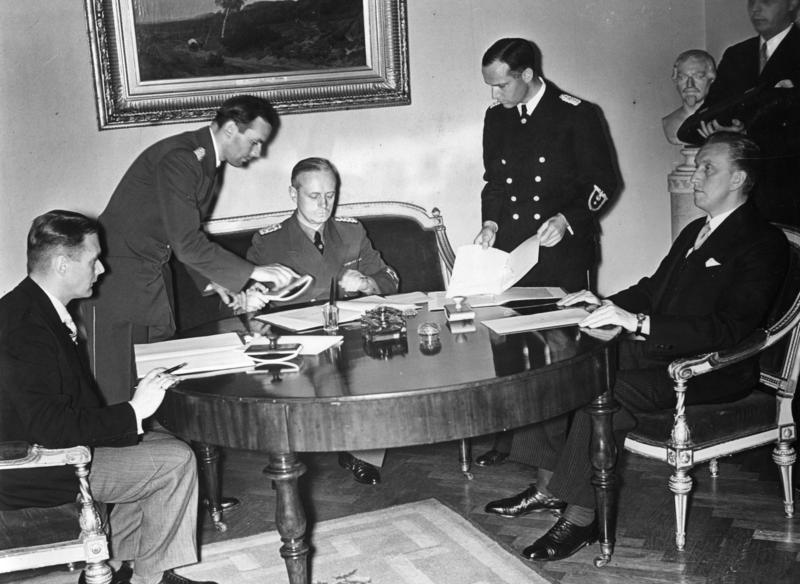
Firma dei patti di non aggressione tedesco-estone e tedesco-lettone. Seduto da sinistra: Vilhelms Munters, lettone MFA, Joachim von Ribbentrop, tedesco MFA; Karl Selter, Ministro degli Affari Esteri estone

Alla luce dell'avanzata tedesca verso est, il governo sovietico chiese garanzie agli inglesi e i francesi relative all'indipendenza degli stati baltici. I governi lettone ed estone, sempre sospettosi delle intenzioni sovietiche, decisero di accettare il patto di non aggressione reciproca con la Germania. I patti di non aggressione tedesco-estone e tedesco-lettone furono firmati a Berlino il 7 giugno 1939 dal ministro degli esteri lettone Vilhelms Munters e Joachim von Ribbentrop. Il giorno successivo Adolf Hitler in persona ricevette i delegati estoni e lettoni: nel corso di questi incontri ci tenne a ribadire che i teutonici intendevano mantenere e rafforzare i collegamenti commerciali con gli Stati baltici. Le ratifiche del patto tedesco-lettone furono scambiate a Berlino il 24 luglio 1939 e questo entrò in vigore lo stesso giorno. Il documento fu registrato nella Serie dei trattati della Società delle Nazioni il 24 agosto 1939.

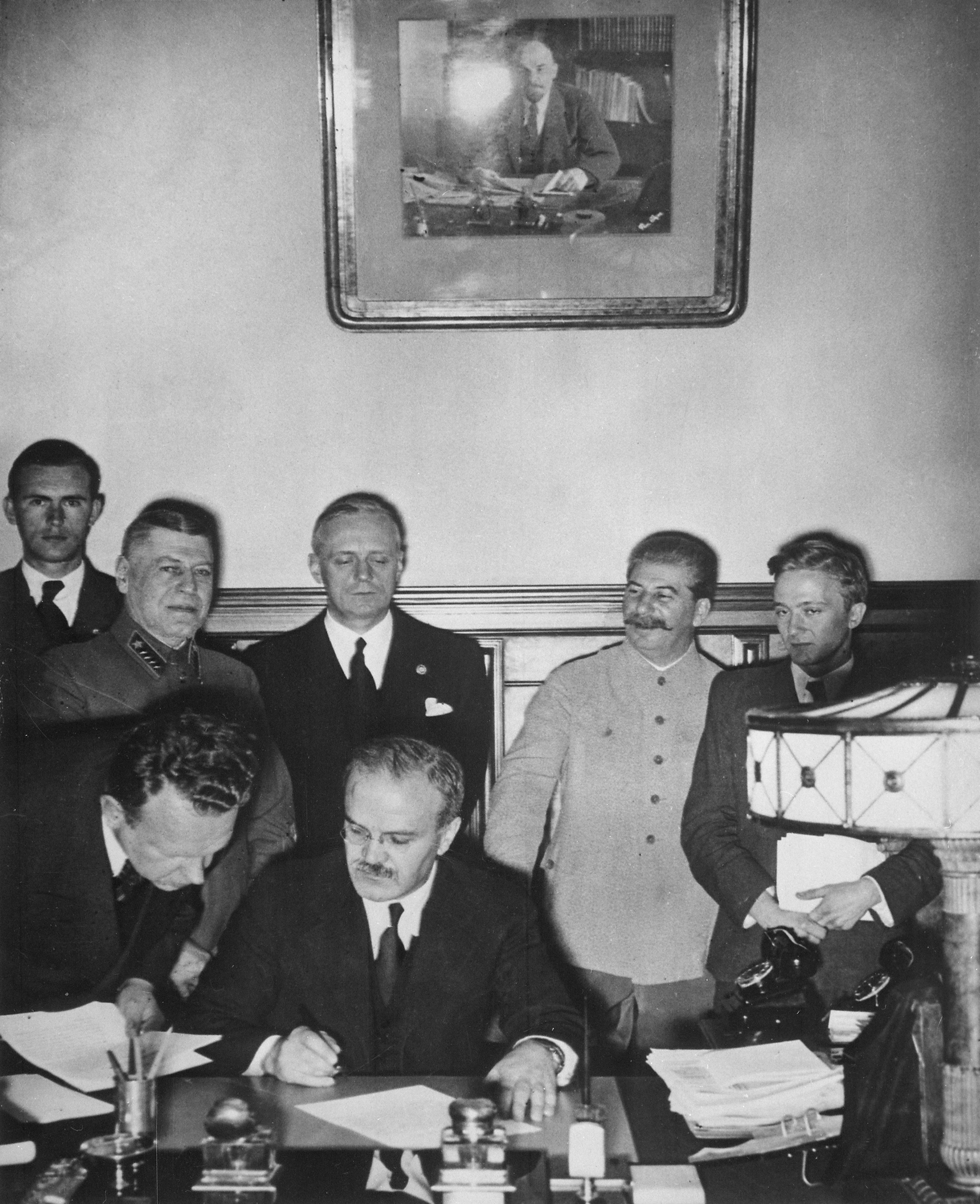
Molotov firma il patto di non aggressione tedesco-sovietico

### Patto di non aggressione tedesco-sovietico
Il patto Molotov-Ribbentrop, firmato il 23 agosto 1939, conteneva protocolli segreti per dividere i territori tra la Germania e l'Unione Sovietica. Secondo questi protocolli, Finlandia, Estonia, Lettonia e Bessarabia sarebbero rimaste all'interno della sfera di interesse sovietica e Polonia e Lituania sarebbero rientrate nell'areale tedesco. L'Unione Sovietica non ammise ufficialmente l'esistenza di questi protocolli fino a quando, su pressione dalle RSS baltiche, il 24 dicembre 1989, il Congresso dei deputati dell'URSS ha riconosciuto ufficialmente gli accordi segreti e li ha condannati come illegittimi e non validi sin dal loro inizio.

### Invasione della Polonia
La Germania nazista invase la Polonia il 1º settembre 1939. La Francia e la Gran Bretagna, obbligate da trattato a proteggere la Polonia, inoltrarono note di protesta chiedendo il ritiro dei tedeschi. A seguito dell'indecisione dei francesi, la Gran Bretagna decise di agire da sola inviando un ultimatum di due ore alle 9:00 del 3 settembre, cui la Francia aderì in seguito per non creare rotture diplomatiche con Londra. Nonostante le dichiarazioni che portarono allo scoppio della Seconda guerra mondiale, gli incontri militari degli Alleati tenutisi dal 4 al 6 settembre sancirono che non vi fosse alcuna possibilità di sostenere un fronte orientale in Polonia. La Francia chiese successivamente alla Gran Bretagna di non bombardare la Germania, temendo ritorsioni militari contro la popolazione francese. Parigi stava tendendo ad una politica più morbida per il timore che si costituisse un fronte occidentale. Chamberlain dichiarò il 12 settembre "Non c'è fretta dato che il tempo è dalla nostra parte". La Polonia fu dunque lasciata al proprio destino.

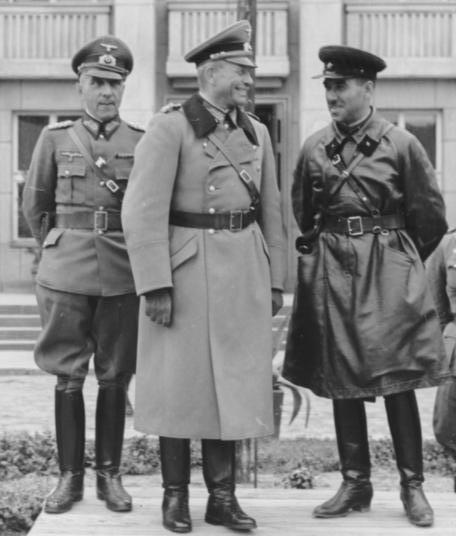
La parata congiunta della Wehrmacht e dell'Armata Rossa a Brėst alla fine dell'invasione della Polonia. In foto il generale Heinz Guderian (al centro) e il brigadiere Semën Krivošein (a destra)

Stalin mise in moto i suoi uomini per raggiungere le destinazioni accordate nel patto: la frontiera sovietico-polacca fu oltrepassata il 17 settembre con la pretesa necessità di proteggere i bielorussi e gli ucraini nel territorio della Polonia, in cui i sovietici sostenevano che fossero "prossimi all'estinzione" se li avessero aggrediti i tedeschi. Stalin decise poi di rinegoziare la "questione baltica". Il 28 settembre 1939, la Germania e l'Unione Sovietica dopo aver diviso la Polonia firmarono un accordo di confine, incluso un secondo protocollo segreto, consegnando la Lituania a Stalin in cambio di due province polacche. Poco dopo, il 3 ottobre 1939, l'ambasciatore tedesco in Unione Sovietica, Friedrich Werner von der Schulenburg, disse a Molotov che i vari cambiamenti sui confini del territorio lituano avrebbero dovuto attendere fino a quando "l'Unione Sovietica incorpora la Lituania, un progetto su cui, a mio avviso, l'intesa relativa alla Lituania lo aveva stabilito sin dal principio". In seguito, l'Unione Sovietica accettò di risarcire la Germania nazista con 7 500 000 dollari d'oro (o 31 500 000 Reichsmarks) per il Reich rinunciando alle sue "rivendicazioni" sul territorio lituano così come configurato dall'accordo del 28 settembre.
L'Unione Sovietica ora si estendeva per poco più della metà di tutto il territorio polacco e le potenze alleate si erano dimostrate incapaci di un intervento militare sul fronte orientale. Non rimanevano impedimenti a Stalin, di concerto con Hitler, per raggiungere gli agognati Paesi baltici.

### Relazioni balto-sovietiche nell'autunno del 1939
Il 24 settembre 1939, navi da guerra della Marina Rossa apparvero al largo dei porti estoni: i bombardieri sovietici si spinsero verso Tallinn in maniera minacciosa e sulle campagne circostanti. L'URSS eseguì la stessa procedura anche per i due Stati più meridionali della zona, violando quindi lo spazio aereo ed effettuando operazioni di ricognizione e spionaggio il 25 settembre. Mosca chiese ai paesi baltici di consentire all'URSS di stabilire basi militari e di posizionare truppe sul loro territorio fino a quando non fosse terminato il conflitto in Europa.
Durante i colloqui a Mosca, il 2 ottobre 1939, Stalin disse a Vilhelms Munters, il ministro degli Esteri lettone: "Le dico sinceramente che è già avvenuta una divisione di sfere di influenza. Per quel che ne pensa la Germania, potremmo benissimo occuparvi".
Il governo estone accettò l'ultimatum posto dalla Russia firmando l'accordo corrispondente il 28 settembre 1939, la Lettonia il 5 ottobre 1939 e la Lituania poco dopo, il 10 ottobre 1939. Nel caso della Lettonia, fu firmata dal sopraccitato ministro degli affari esteri lettone Vilhelms Munters e dal commissario sovietico degli affari esteri Vyačeslav Molotov. Le ratifiche furono scambiate a Riga l'11 ottobre 1939 e il trattato entrò in vigore lo stesso giorno. Il documento fu registrato nella Serie dei trattati della Società delle Nazioni il 6 novembre 1939. Qui di seguito è riportata un'analisi degli articoli:
- L'articolo 1 prevedeva la cooperazione militare tra le parti in caso di attacco ad opera di terzi.
- L'articolo 2 obbligava il governo sovietico ad assistere il governo lettone nella fornitura di armamenti.
- L'articolo 3 consentiva al governo sovietico di stabilire basi militari e navali sul territorio lettone.
- L'articolo 4 obbligava i governi sovietico e lettone a non stringere alleanze militari contro l'altra parte.
- L'articolo 5 stabiliva che i trattati politici ed economici e la sovranità di entrambe le nazioni non sarebbero stati interessati.
- L'articolo 6 poneva alcune formalità relative alla ratifica e un termine di durata decennale, con possibilità di prorogarlo ulteriormente per lo stesso arco temporale.

Come afferma la Fondazione nazionale lettone, l'accordo comportò per la Lettonia l'obbligo di:
- Cedere basi all'Unione Sovietica presso Liepāja, Ventspils e Pitrags fino al 1949;
- Costruire piste di aviazione speciali per le esigenze sovietiche;
- Accettare la stazionamento di guarnigioni militari sovietici per un totale di 30 000 truppe.[30]

A prima vista, questo patto non sembrava influire sulla sovranità lettone. La sezione 5 del Patto recitava quanto segue: "L'attuazione del presente patto non deve in alcun modo influenzare i diritti sovrani delle parti contraenti, in particolare la loro struttura politica, il loro sistema economico e sociale e le loro misure militari. Le basi e gli aeroporti utilizzati dalla Russia rimangono territorio della Repubblica lettone".
Sembrando imminente la sovietizzazione baltica, Hitler invitò i tedeschi del Baltico a far ritorno in patria. La Lettonia sottoscrisse un accordo con i nazisti sul rimpatrio di cittadini di nazionalità tedesca il 30 ottobre 1939. Nella primavera del 1940, 51 000 uomini lasciarono la Lettonia per un reinsediamento in Polonia. Un secondo richiamo un anno dopo causò la partenza di altri 10 500 cittadini.
A livello di comunicazioni ufficiali, il 31 ottobre 1939, il Consiglio supremo sovietico definì le paure su una russificazione del baltico "del tutto infondate". A livello meno ufficiale, questo stazionamento delle truppe sovietiche in Lettonia ai sensi del patto di mutua assistenza segnò l'inizio dell'insediamento sovietico nei tre Paesi Baltici.

### Invasione sovietica della Finlandia

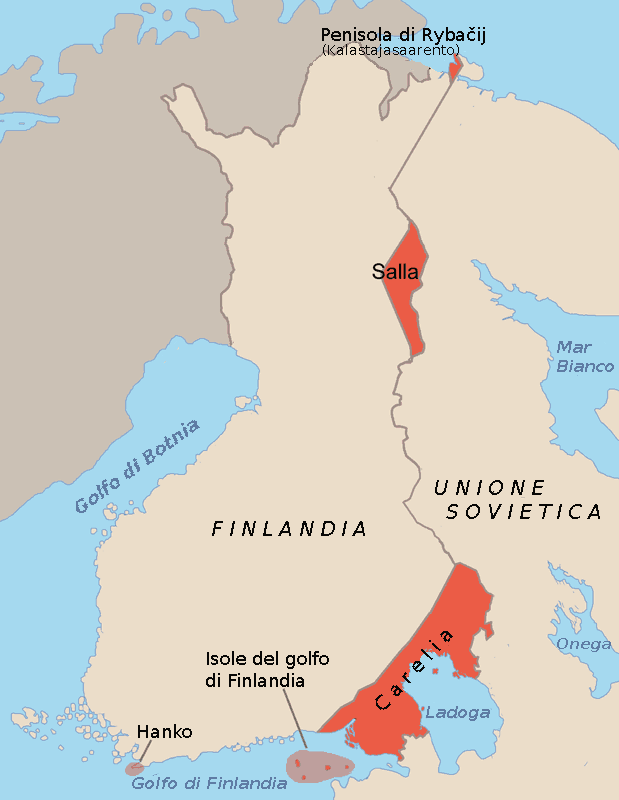
Guerra d'inverno: le concessioni della Finlandia

Richieste simili a quelle descritte prima furono inoltrate anche alla Finlandia. Il 5 ottobre 1939, i finlandesi erano stati invitati a Mosca per "discutere dei problemi reciproci". I finlandesi si rifiutarono di firmare un patto di mutua assistenza e il 30 novembre l'Unione Sovietica attaccò la Finlandia, dando il via alla guerra d'inverno. Poiché l'attacco sovietico fu giudicato contrario alle norme di diritto internazionale, l'Unione Sovietica venne espulsa dalla Società delle Nazioni il 14 dicembre. La Finlandia mise in atto una serie di misure difensive e riuscì a bloccare l'avanzata sovietica fino al febbraio 1940, quando la linea difensiva primaria crollò. Il 12 marzo 1940, di fronte alla prospettiva di una completa acquisizione russa, la Finlandia firmò il trattato di pace proposto da Mosca. La Finlandia conservò la sua indipendenza, ma dovette cedere l'11% del suo territorio e consegnare in affitto la penisola di Hanko all'URSS come base navale per 30 anni. Nel giugno del 1941, le ostilità tra Finlandia e URSS riemersero nella guerra di continuazione.

## 1940–1941: la prima occupazione sovietica

### Contesto politico
Il destino più amaro riservato alla Finlandia portò in Lettonia un ingannevole senso di sicurezza e la consapevolezza di aver fatto una scelta più saggia. Quattro mesi prima dell'arrivo delle truppe sovietiche in Lettonia, Vilhelms Munters, rivolgendosi al pubblico presso l'Università della Lettonia il 12 febbraio 1940, dichiarò: "Abbiamo tutte le ragioni per descrivere le relazioni esistenti tra Lettonia e Unione Sovietica come molto soddisfacenti. Ci sono persone che diranno che queste condizioni favorevoli sono solo di natura temporanea e che prima o poi dovremo fare i conti con la pressione politica interna e politica estera da parte dell'Unione Sovietica. Le basi su cui si fondano queste profezie sono oscure ai profeti stessi. L'esperienza del nostro governo certamente non giustifica tali presagi".
Prima che la guerra di continuazione si aprisse di lì a poco tra Russia e Finlandia, fu circa un mese dopo le dichiarazioni positive di Munters che Molotov, esprimendosi il 25 marzo 1940, annunciò apertamente le intenzioni sovietiche di annettere gli Stati baltici, affermando: "l'esecuzione dei patti è progredita in maniera soddisfacente e ha creato condizioni favorevoli per un ulteriore rafforzamento delle relazioni tra la Russia sovietica e questi Stati". Leggendo tra le righe, gli storici concordano nel ritenere che il progetto di acquisizione sovietico definitivo era già partito.
Nel marzo e nell'aprile 1940, subito dopo il discorso di Molotov, la stampa sovietica iniziò ad attaccare il governo lettone. Successivamente, l'NKVD orchestrò una serie di scioperi a Riga e Liepāja. Fallendo nel tentativo di organizzare uno sciopero generale, i sovietici asserirono che tali eventi sociali fossero "irresponsabili e rovinano le relazioni di buon vicinato".
Temendo l'azione sovietica, il 17 maggio 1940, il governo lettone assegnò in segreto poteri straordinari al ministro lettone a Londra, Kārlis Reinholds Zariņš. Questi designò Alfreds Bilmanis, ministro lettone a Washington, come suo sostituto.

### Invasione sovietica

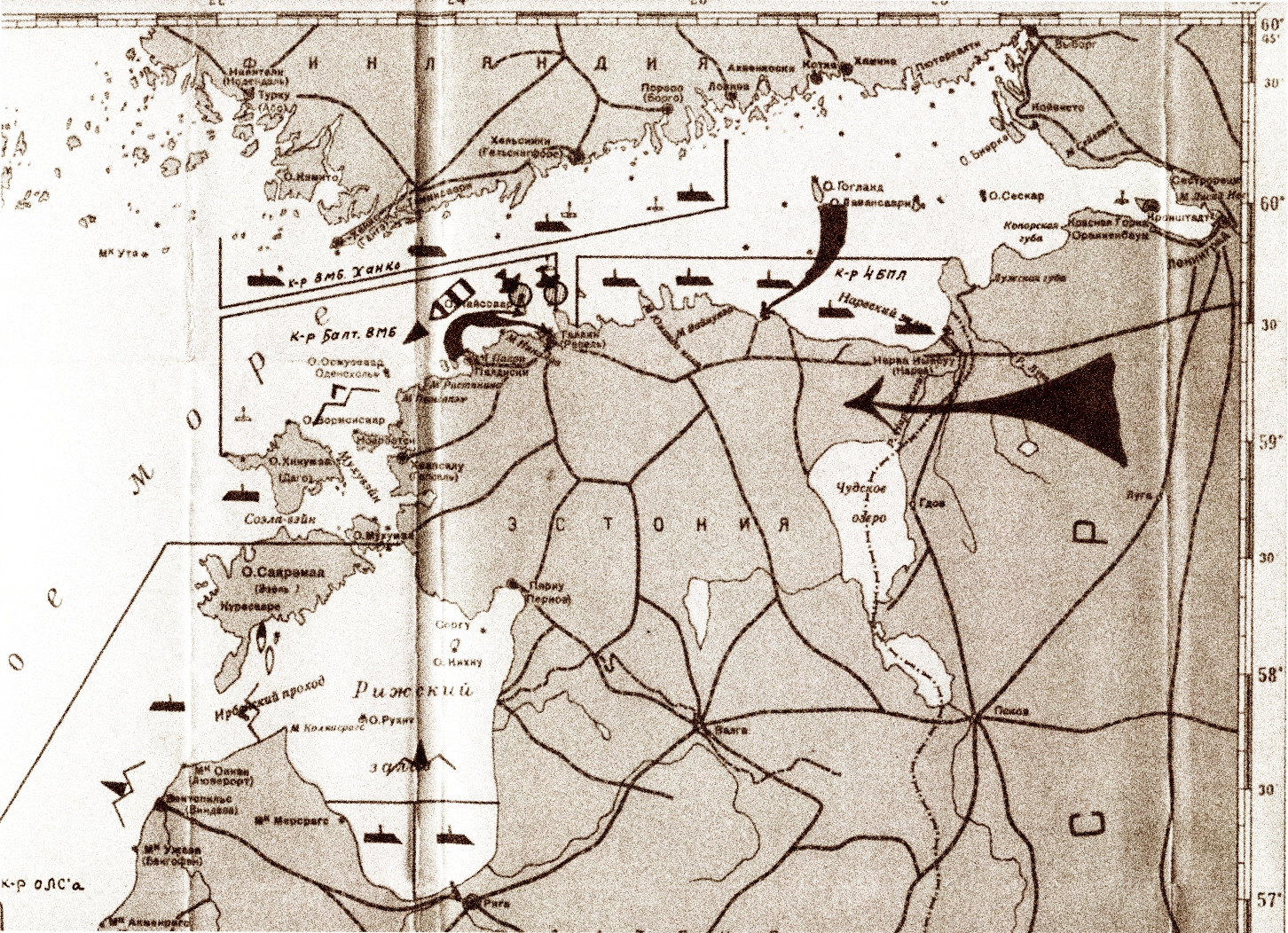
Schemi del blocco militare navale sovietico di Estonia e Lettonia nel 1940 (Archivi navali statali russi)

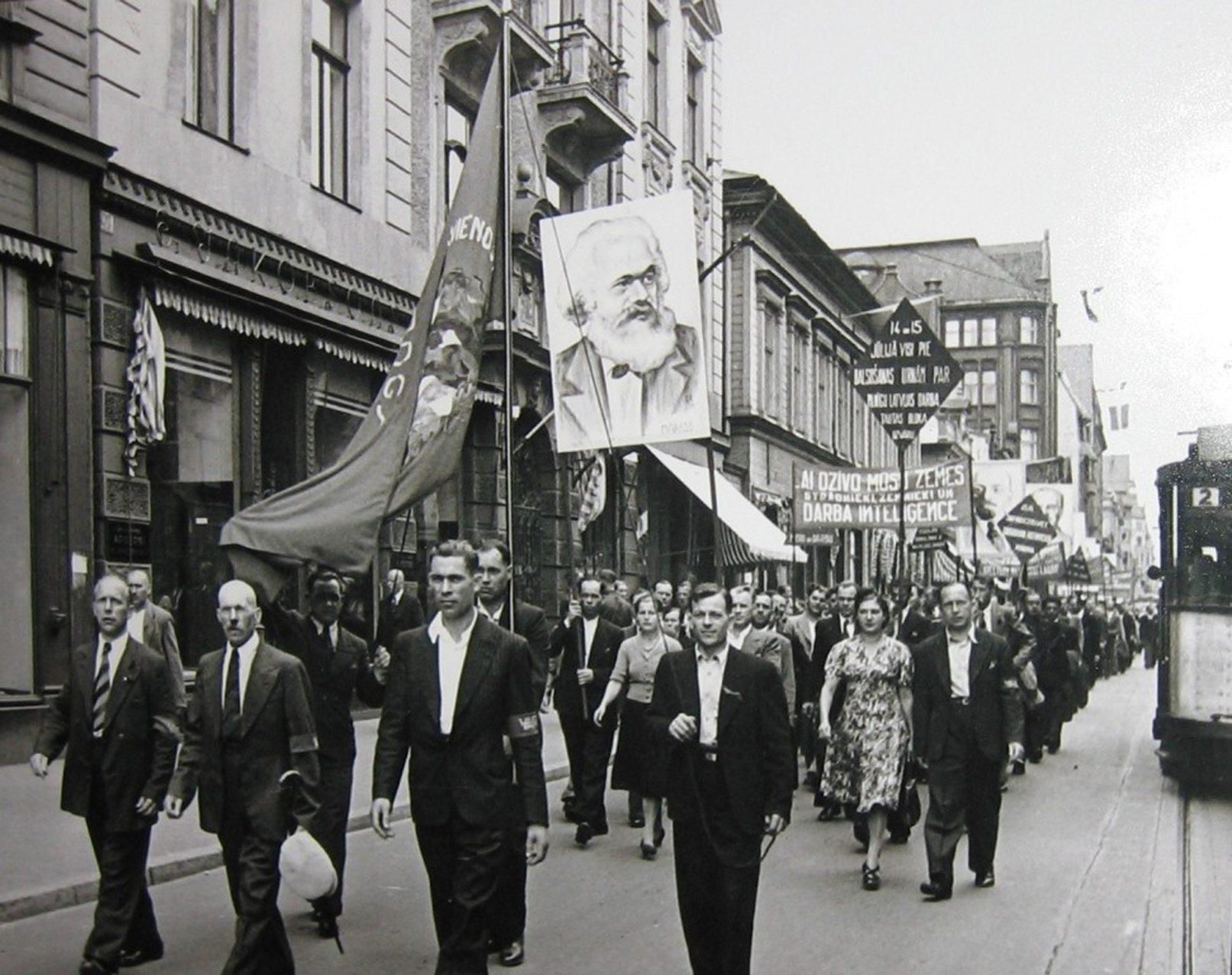
Raduno organizzato dai sovietici a Riga, 1940

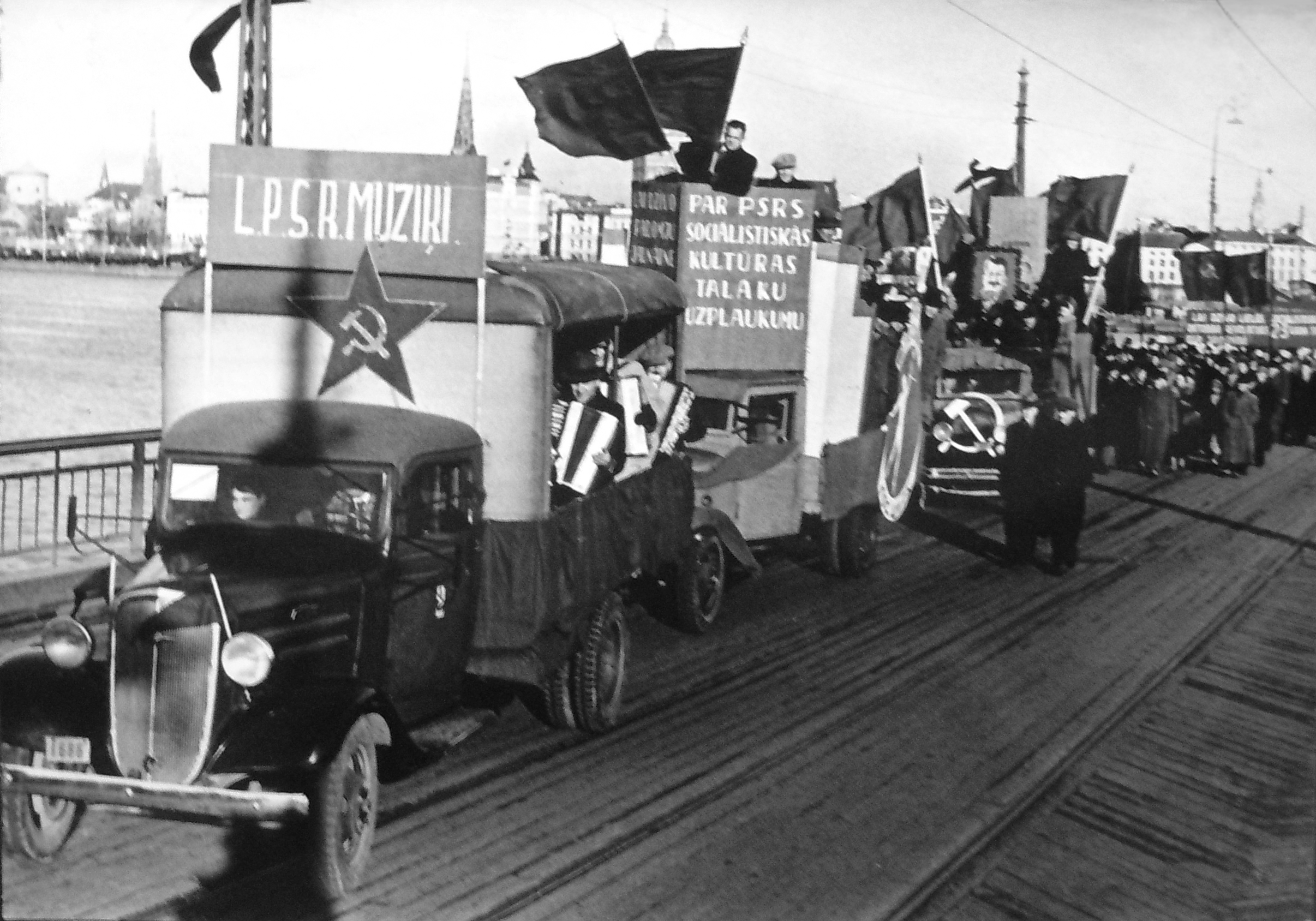
Sfilata a Riga. 7 novembre 1940

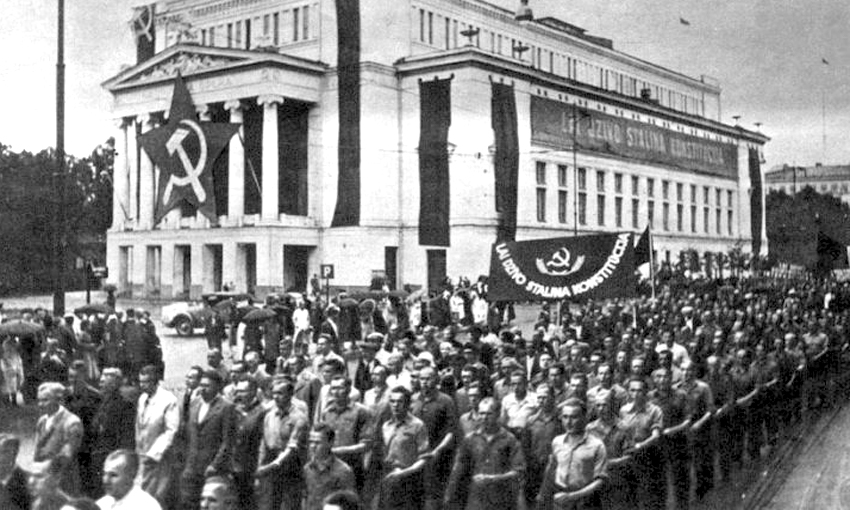
Primo raduno del Primo Maggio organizzato dall'Unione Sovietica a Riga, 1941

Il 28 maggio 1940, il presidente lituano che si trovava a Mosca ricevette una nota da Molotov che trattava del presunto rapimento di due soldati sovietici a Vilna. Il governo lituano propose di chiarire la questione con una commissione sovietico-lituana in virtù del patto di assistenza reciproca. Mosca respinse questa ipotesi e bloccò ulteriori proposte, dando il via al piano di insediamento:
- 12 giugno 1940: viene ordinato un blocco militare totale presso la Lituania alla flotta del Baltico sovietica: tale testimonianza è fornita dal direttore dell'Archivio di Stato russo del Dipartimento navale Pavel Petrov, riferendosi ai documenti nell'archivio;[40][41]
- 14 giugno 1940: mentre l'attenzione mondiale era focalizzata sulla caduta di Parigi per mano della Germania, il giorno prima, Molotov accusa i paesi baltici di cospirazione contro l'Unione Sovietica e consegna un ultimatum alla Lituania per l'istituzione di un governo approvato dai sovietici. Lo stesso giorno entra in vigore il blocco sovietico dell'Estonia. Secondo testimonianze oculari ricostruite da investigatori estoni e finlandesi, due bombardieri sovietici abbattono l'aereo passeggeri finlandese Kaleva che volava da Tallinn a Helsinki trasportando tre buste diplomatiche dalle ambasciate statunitensi a Tallinn, Riga ed Helsinki. L'impiegato del Servizio Esteri degli Stati Uniti Henry W. Antheil Jr. perde la vita nell'incidente.[42]
- 15 giugno 1940: le truppe sovietiche invadono la Lituania[43] e posizionano le truppe alle porte della Lettonia. La sera dello stesso giorno le truppe sovietiche attaccano le guardie di frontiera lettoni a Masļenki (nei pressi di Pytalovo),[44] uccidendo due guardie di frontiera e un civile, oltre a trattenere 10 guardie di frontiera e 27 civili come ostaggi.[45]
- 16 giugno 1940: l'Unione Sovietica invade la Lettonia e l'Estonia. I sovietici consegnano ultimatum in Estonia e Lettonia, a cui deve darsi risposta entro 6 ore, chiedendo: (1) l'istituzione di governi filo-sovietici che, sotto la protezione dell'Armata Rossa, sarebbero stati in grado di realizzare meglio i patti di mutua assistenza; (2) il libero passaggio delle truppe sovietiche in Estonia e Lettonia per insediarle nei centri più importanti ed evitare possibili atti provocatori contro le guarnigioni sovietiche. Incapaci di resistere da sole e impossibilitate a chiedere assistenza esterna, Lettonia ed Estonia capitolarono per evitare ritorsioni peggiori.[46]
- 17 giugno 1940: le truppe sovietiche fanno il loro ingresso nella Lettonia e occupano ponti, poste, telegrafi e uffici di radiodiffusione. Nello stesso giorno Andrej Januar'evič Vyšinskij, vicepresidente del Consiglio dei commissari del popolo dell'Unione Sovietica (e procuratore dei processi durante le grandi purghe di Iosif Stalin nel 1937-1938), si presenta al presidente Kārlis Ulmanis come inviato speciale sovietico.

### Perdita dell'indipendenza
I russi continuarono ad eseguire i loro piani a seguito dell'invasione, con tanto di manifestanti che erano giunti assieme alle truppe dell'Armata Rossa per organizzare marce e disordini di massa per minare l'ordine pubblico:
- 19 giugno 1940: Vishinski visita di nuovo Ulmanis, consegnando questa volta l'elenco, pre-approvato da Mosca, dei nuovi membri del gabinetto del governo lettone.
- 20 giugno 1940: Ulmanis costringe ad approvare il governo filo-sovietico che entra in carica. Vengono liberati i membri incarcerati del partito comunista precedentemente dichiarato illegale. "Processi di ringraziamento" pubblici vengono organizzati in onore di Stalin.
- 30 giugno 1940: il ministro degli Esteri lituano, Vincas Kreve-Mickevicius, incontra Molotov. Molotov comunica schiettanente il piano sovietico di occupare l'intera regione: "Devi renderti conto della realtà e capire che in futuro le piccole nazioni dovranno scomparire. La tua Lituania insieme alle altre nazioni baltiche, compresa la Finlandia, dovrà unirsi alla gloriosa famiglia dell'Unione Sovietica. Pertanto dovresti iniziare ora ad instradare il tuo popolo nel sistema sovietico, che in futuro regnerà ovunque, in tutta Europa; messo in pratica prima in alcuni luoghi, come nelle nazioni baltiche, sarà operativo più tardi negli altri".
- 5 luglio 1940: si emana un decreto che indice nuove elezioni; i partiti democratici lettoni si organizzano sotto il Comitato nazionale e tentano di partecipare.
- 9 luglio 1940: Vilis Lācis, ministro degli affari interni nominato dai sovietici, ordina la chiusura del Comitato nazionale, allontanando i suoi membri più importanti. Le deportazioni stanno già avvenendo da un territorio non (ancora) parte dell'Unione Sovietica.
- 14–15 luglio 1940: si tengono elezioni truccate in Lettonia e negli altri stati baltici. È autorizzato a partecipare solo un elenco di candidati pre-approvato per le elezioni del "Parlamento del popolo".[47] Sulle schede si riportavano le seguenti istruzioni: "Solo l'elenco del Blocco dei Lavoratori Lettoni deve essere depositato nell'urna. Le schede devono essere depositate senza modifiche." Il presunto indice di affluenza è stato del 97,6%. I risultati completi delle elezioni furono pubblicati a Mosca 12 ore prima della chiusura delle elezioni. Documenti elettorali sovietici trovati in seguito hanno dimostrato che i risultati erano stati già decisi a tavolino.[48] Sono istituiti tribunali speciali per punire "i traditori del popolo". coloro che non avevano rispettato il "dovere politico" di votare il partito comunista della Lettonia. Coloro che non hanno ottenuto il timbro dei passaporti perché hanno votato contro il volere popolare saranno fucilati alla nuca.[49]
- 21 luglio 1940: il Saeima artificialmente costruito si riunisce per la prima volta con un solo ordine del giorno: una petizione per entrare nell'Unione Sovietica (la considerazione di tale proposta era stata negata durante le elezioni). La petizione è stata presentata all'unanimità. Tuttavia, essa risultava illegale ai sensi della Costituzione lettone ancora in vigore, la quale richiedeva un referendum per l'approvazione di tale azione e una maggioranza di due terzi dei votanti. Ulmanis è costretto a dimettersi.[50]
- 22 luglio 1940: Ulmanis è deportato in Unione Sovietica, dove morirà come prigioniero nel 1942.[50] È abolita la proprietà privata.
- 23 luglio 1940: il sottosegretario degli Stati Uniti Sumner Welles condanna i "subdoli processi" con cui "l'indipendenza politica e l'integrità territoriale delle tre piccole repubbliche baltiche dovevano deliberatamente decadere in favore di uno Stato vicino più potente".
- 31 luglio 1940: Il ministro della Difesa Jānis Balodis e la famiglia sono deportati in Unione Sovietica (ordine scritto a mano da Vilis Lācis).
- 5 agosto 1940: l'Unione Sovietica concede petizioni alla Lituania, alla Lettonia e all'Estonia per aderire all'URSS. La Lettonia viene incorporata come la 15a Repubblica dell'Unione Sovietica. A parte la Germania, nessuna nazione occidentale riconosce l'annessione come legittima de iure.[51]

Non sono disponibili numeri precisi delle perdite subite dai lettoni per mano russa. Si stimano 35 000 morti tra battaglie, esecuzioni ed espulsioni. Molti altri cittadini hanno trovato rifugio all'estero. Tutte queste perdite iniziarono durante la prima occupazione sovietica. Questo periodo è stato anche definito, in lingua lettone, "Baigais Gads" (Anno del terrore). Questo termine è stato usato anche nella propaganda antisovietica del periodo: non vanno però confusi i due utilizzi che se ne fecero. "Baigais Gads" è anche un titolo di un falso resoconto apertamente antisemita degli eventi dell'anno scritto da Pauls Kovalevskis (pseudonimo di Pāvils Klāns), un simpatizzante nazista, nel 1942. Furono pianificate ulteriori deportazioni di massa e uccisioni, tuttavia l'invasione tedesca del territorio sovietico, pose un freno. Un funzionario del governo lituano afferma di aver letto un documento che prevedeva l'allontanamento di 700 000 uomini dalla Lituania.

### Terrore sovietico

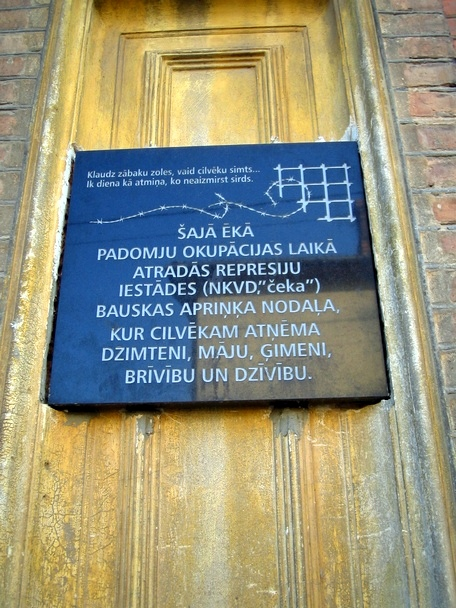
Targa che commemora le vittime del Soviet NKVD a Bauska, Lettonia

Dopo aver assunto il controllo della Lettonia, le autorità sovietiche imposero immediatamente un regime di terrore. Vi furono centinaia di arresti, tra cui molti personaggi influenti lettoni, anche politici. Furono istituiti tribunali per punire "i traditori del popolo".
A finire in arresto furono anche il presidente lettone Kārlis Ulmanis e il ministro degli Esteri Vilhelms Munters. Si decretò la confisca immediata della proprietà e l'esecuzione entro 24 ore per i diplomatici all'estero che rifiutarono di riconoscere il nuovo status e di tornare in Lettonia. Gli ordini successivi ampliarono l'elenco delle repressioni, essendo rivolte a chiunque fosse legato a qualcuno che si nascondeva dal governo o che fosse fuggito all'estero, azione che rendeva queste persone traditori dello stato.
Il 22 giugno 1940, tutti e tre i parlamenti baltici approvarono le prime risoluzioni sulla nazionalizzazione del commercio, delle banche e delle terre, seguite in Lettonia da una riforma della cosiddetta Carta delle terre una settimana dopo. Inizialmente, fu stabilito che una famiglia potesse utilizzare un massimo di 30 ettari, ridotti durante la seconda occupazione sovietica a 15-20 ettari.
La deportazione di giugno ebbe luogo il 13 giugno e il 14 giugno 1941, per cui si stimano 15 600 tra uomini, donne e bambini e il 20% dell'ultimo governo legale lettone. Tra le 30 000 e le 35 000 persone (1,8% della popolazione lettone) furono deportate durante la prima occupazione sovietica. Le deportazioni di Stalin inclusero anche migliaia di ebrei lettoni: i trasferimenti raggiunsero quota 131 500 se si considerano anche la Lituania e l'Estonia.
Come disposto dal generale Serov, le deportazioni furono rapide e mirate e vennero eseguite nel cuore della notte. Ai deputati fu data un'ora o meno per prepararsi a partire, venendo permesso di portare con sé i propri averi di peso non superiore a 100 kg (denaro, cibo per un mese, elettrodomestici da cucina, abbigliamento). Le famiglie avrebbero poi seguito il familiare fino alla stazione ferroviaria, il più delle volte scoprendo allora la separazione a cui si andava incontro: "In considerazione del fatto che un gran numero di deportati deve essere arrestato e distribuito in campi speciali e che le loro famiglie devono procedere a insediamenti speciali in regioni lontane, è essenziale che l'operazione di allontanamento dai membri della famiglia del deportato e dai suoi ascendenti sia effettuata simultaneamente, senza notificare loro la separazione che li affronta... È possibile accompagnare colui che deve partire alla stazione, ma il gruppo familiare a quel punto deve essere separato."
I treni erano scortati da un ufficiale dell'NKVD e da un convoglio militare. Stipati in carri bestiame sbarrati, con buchi nel pavimento per i servizi igienico-sanitari, i deportati furono portati in Siberia. Molti morirono ancor prima di raggiungere la destinazione finale a causa delle dure condizioni. Altri ancora persero la vita durante il loro primo inverno. I lettoni che riuscirono a evitare le deportazioni decisero di nascondersi nelle foreste, dove sI costituirono in gruppi di guerriglia antisovietici. Quando Hitler colpì l'Unione Sovietica, i ribelli entrarono immediatamente in collaborazione con i tedeschi.

## Conseguenze

### Occupazione della Lettonia da parte della Germania (1941-1945)
La guerra sovietico-tedesca pose fine al primo anno di occupazione sovietica. L'esercito nazista, mossosi il 22 giugno 1941, poco più di una settimana dopo l'esecuzione delle deportazioni di massa, entrò a Riga il 1º luglio 1941. Ciò interruppe i piani documentati della NKVD di espellere altre centinaia di migliaia di persone dagli Stati baltici il 27 e 28 giugno, 1941.
Essendo ancora vivide le deportazioni di massa di una settimana prima, le truppe tedesche furono ampiamente accolte al loro arrivo dai lettoni come liberatori. L'inno nazionale lettone suonò alla radio e, come riporta Chris Bellamy: "la ribellione [antisovietica] scoppiò immediatamente dopo aver saputo dell'operazione Barbarossa". La maggioranza dei lettoni costretti a prestare servizio nell'Armata Rossa abbandonò le proprie unità e si mosse per attaccare l'NKVD. Il 2 luglio 1941, un'unità di disertori lettoni conquistò la città di Sigulda e tre giorni dopo i ribelli lettoni assunsero il controllo di un'altra città, Smiltene, bloccando anche la strada strategica per Pskov. I lettoni non solo disertarono in massa le normali unità dell'Armata Rossa, ma fuggirono anche dai campi di addestramento militare, che facevano parte del piano di mobilitazione sovietico. Tra le battaglie scatenatesi con le unità sovietiche in ritirata, lo studioso statunitense Chris Bellamy menziona Limbaži (4 luglio), Olaine (5 luglio) e Alūksne (9 luglio). Tutte queste località furono espugnate dai ribelli lettoni più prima che le unità della Wehrmacht raggiungessero l'area.
La Germania nazista, tuttavia, non aveva alcun piano o desiderio di ripristinare l'autonomia in Lettonia, anche se fu ordinato al colonnello Alexander Plesners di supervisionare la formazione delle Forze di Difesa Lettoni. L'8 luglio i tedeschi promulgarono il divieto di indossare uniformi non tedesche. Inoltre, alle unità ribelli fu ordinato di deporre le armi. I timori delle comunità ebraiche locali sui piani teutonici - che avevano portato alcuni a considerare l'occupazione sovietica come una misura di sicurezza - si sarebbero dimostrate tragicamente fondate.
Il 10 luglio 1941, le forze armate tedesche avevano occupato tutto il territorio lettone. La regione divenne parte del Reichskommissariat Ostland come Provincia Generale della Lettonia (Generalbezirk Lettland). Qualunque manifestazione contraria al regime tedesco o simpatia comunista fu punita con la morte o con lo spostamento forzato verso campi di concentramento.
Nel 1939, la Germania aveva programmato il Generalplan Ost, un piano di conquista dei paesi orientali europei. Per quanto riguardava la Lettonia, si stabilì che la popolazione di circa 2 000 000 di abitanti avrebbe dovuto essere ridotta del 50%: i rimanenti sarebbero stati considerati degni di essere "germanizzati". La popolazione sarebbe stata ridotta eliminando ebrei, rom, comunisti, ufficiali dell'esercito, politici e altri intellettuali. Ulteriori riduzioni della popolazione civile sarebbero state ottenute riducendo l'afflusso del cibo e causando morti per inedia.

### Seconda occupazione sovietica 1944-1991

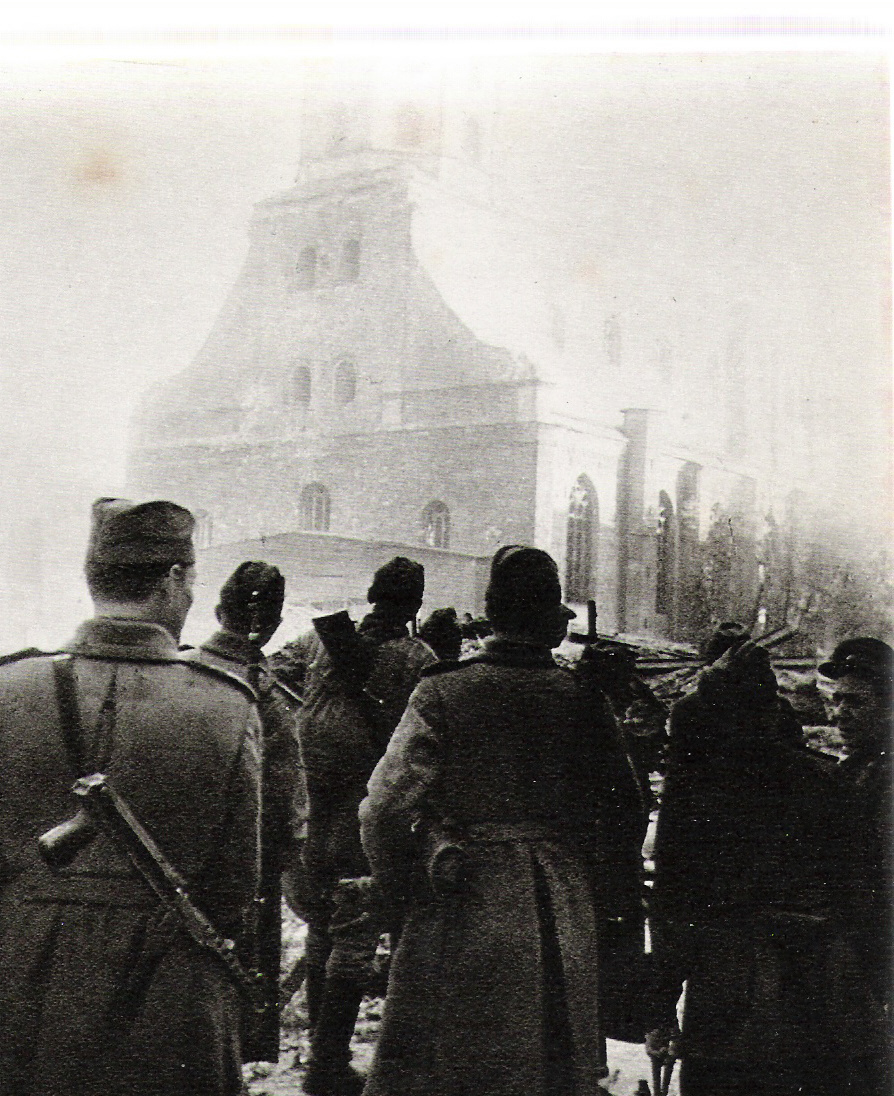
Truppe sovietiche a Riga, ottobre 1944

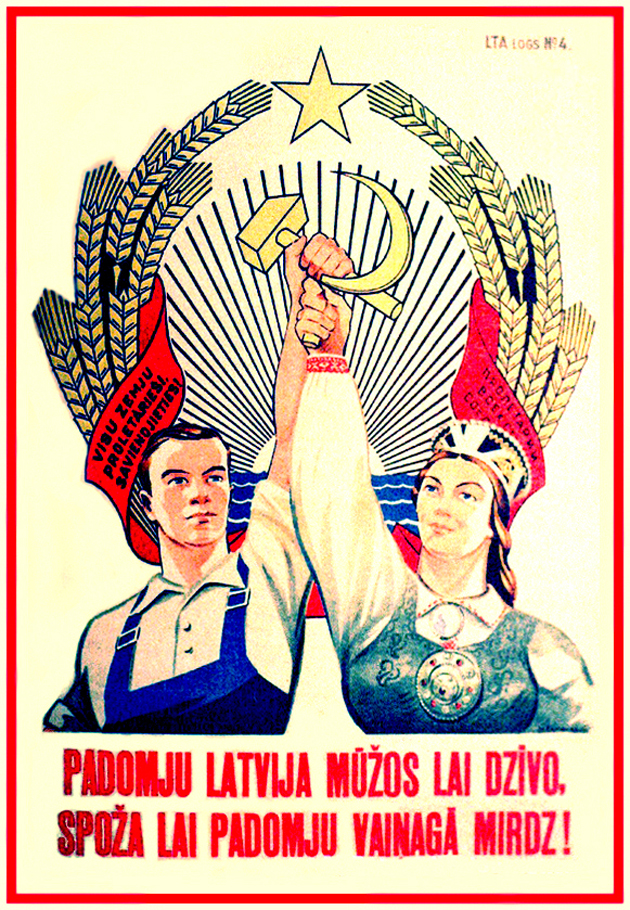
Manifesto di propaganda sovietica in Lettonia, 1945

L'offensiva di Riga rientrava nella più generale offensiva del Baltico sul fronte orientale durante la seconda guerra mondiale. Ebbe luogo alla fine del 1944 e scacciò le forze tedesche dalla città di Riga. La Lettonia fu nuovamente occupata dall'URSS dal 1944 al 1991. Sotto l'occupazione sovietica migliaia di lettoni furono deportati nei campi siberiani, giustiziati o costretti all'esilio.
Molti lettoni fuggirono su barche e pescherecci in Svezia e Germania Ovest, dove fino al 1951 si insediarono definitivamente o si spostarono verso varie parti del mondo occidentale (principalmente Australia e Nord America). Si stima la migrazione di circa 150 000 lettoni verso Occidente.
Secondo ricostruzioni approssimative, a seguito della seconda guerra mondiale la popolazione della Lettonia diminuì di mezzo milione (il 25% in meno rispetto al 1939). Rispetto al 1939 la popolazione lettone era diminuita di circa 300 000 persone. La guerra causò altresì gravi perdite per l'economia: molte città storiche furono rase al suolo, l'industria era stata azzerata e le infrastrutture erano divenute precarie.
Nel luglio 1989, in seguito agli eventi accaduti nella Germania Est, il Soviet supremo lettone adottò una "Dichiarazione di sovranità" e modificò la Costituzione per far valere la supremazia delle sue leggi su quelle dell'URSS.
Il 23 agosto 1989 ebbe luogo una dimostrazione politica passata alla storia col nome di catena baltica. Circa due milioni di persone si unirono per formare una catena umana lunga oltre 600 chilometri attraverso i tre stati baltici (Estonia, Lettonia, Lituania). Questa manifestazione fu organizzata per attirare l'attenzione del mondo sul destino storico comune che questi tre paesi avevano sofferto.
Nel marzo 1990 i candidati del filo-indipendentista Fronte Popolare Lettone hanno ottenuto la maggioranza dei due terzi in seno al Consiglio supremo a seguito di elezioni democratiche. Il 4 maggio 1990, il Consiglio lettone dichiarò la sua intenzione di ripristinare la piena indipendenza lettone. Le forze politiche e militari sovietiche tentarono senza successo di rovesciare il governo lettone. Il 21 agosto 1991 la Lettonia rivendicò di fatto l'indipendenza. Seguì il riconoscimento internazionale, compreso quello dell'URSS. Gli USA, che non avevano mai riconosciuto l'annessione forzata della Lettonia da parte dell'URSS, ripresero le relazioni diplomatiche complete con la Lettonia il 2 settembre 1991.
Nel febbraio 1992, la Russia accettò di avviare il processo di ritiro delle sue truppe dalla Lettonia. Nell'agosto 1994 le ultime guarnigioni russe ancora rimaste lasciarono la Repubblica di Lettonia.
La Russia ha ufficialmente concluso la sua presenza militare in Lettonia nell'agosto 1998 in seguito alla disattivazione della stazione radar Skrunda-1, l'ultimo ricevitore militare russo attivo nei Paesi Baltici. Le truppe russe di guardia si ritirarono dalla stazione l'anno successivo.

## Versione storiografica sovietica degli eventi

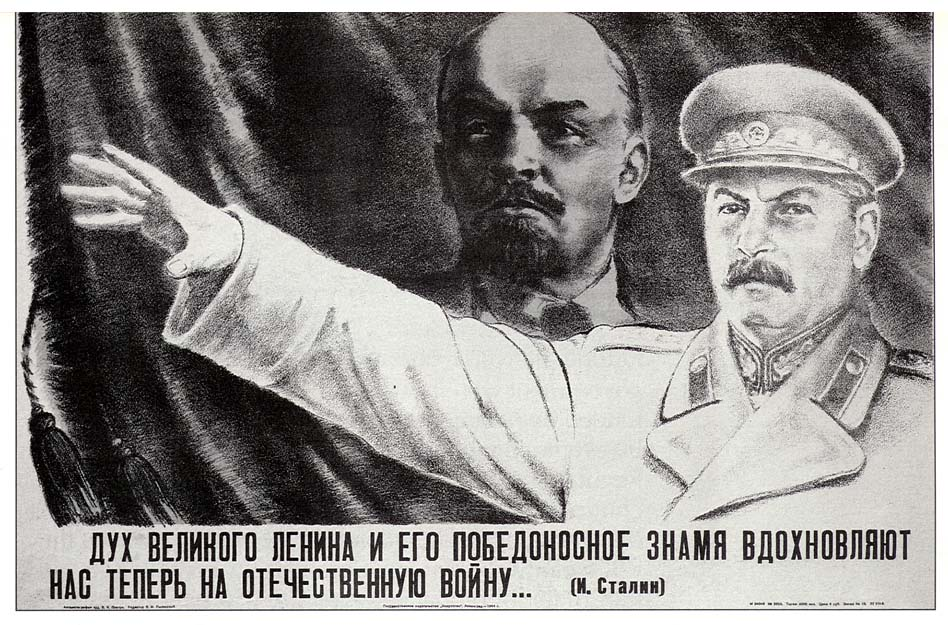
"Lo spirito del grande Lenin e il suo vessillo vittorioso ci ispirano nella grande guerra patriottica" (Stalin)

Fino alla rivalutazione della storia sovietica iniziata durante la Perestrojka, che portò alla condanna ufficiale del protocollo segreto del 1939 da parte del governo sovietico, la posizione sovietica sugli eventi del 1939-1940 è riassunta come segue:
Il governo dell'Unione Sovietica ha suggerito al governo della Repubblica di Lettonia di concludere un trattato di mutua assistenza tra i due paesi. Le pressioni dei lavoratori lettoni hanno costretto il governo lettone ad accettare questa offerta. È stato firmato un Patto di mutua assistenza che consente all'URSS di stazionare un numero limitato di unità dell'Armata Rossa in Lettonia. Difficoltà economiche, insoddisfazione delle politiche del governo lettone "che avevano sabotato l'adempimento del Patto e del governo lettone" e l'orientamento politico filo-nazista hanno portato allo scoppio di una rivoluzione culminata nel giugno del 1940. Per garantire l'adempimento del Patto, hanno fatto il loro ingresso ulteriori unità militari sovietiche Lettonia, accolte dai lavoratori lettoni che hanno chiesto a gran voce le dimissioni del governo lettone capitalista e del suo leader fascista, Kārlis Ulmanis. Lo stesso giugno, sotto la guida del Partito comunista lettone, i lavoratori lettoni hanno tenuto manifestazioni e quel giorno è stato rovesciato il governo fascista e si è formato un governo popolare. Poco dopo, nel luglio del 1940, si sono svolte le elezioni per il parlamento lettone. L'"Unione dei lavoratori", creata su iniziativa del Partito comunista lettone, ricevette la stragrande maggioranza dei voti. Il Parlamento si è espresso a favore del ripristino del potere sovietico in Lettonia e ha proclamato la Repubblica Socialista Sovietica Lettone. Il parlamento ha in seguito esplicato il desiderio della Lettonia di aderire liberamente e volentieri all'URSS, adottando una risoluzione in tal senso. Tale richiesta fu approvata dal Soviet Supremo dell'URSS e la Lettonia divenne una repubblica costituente dell'URSS.

## Aspetti storici controversi

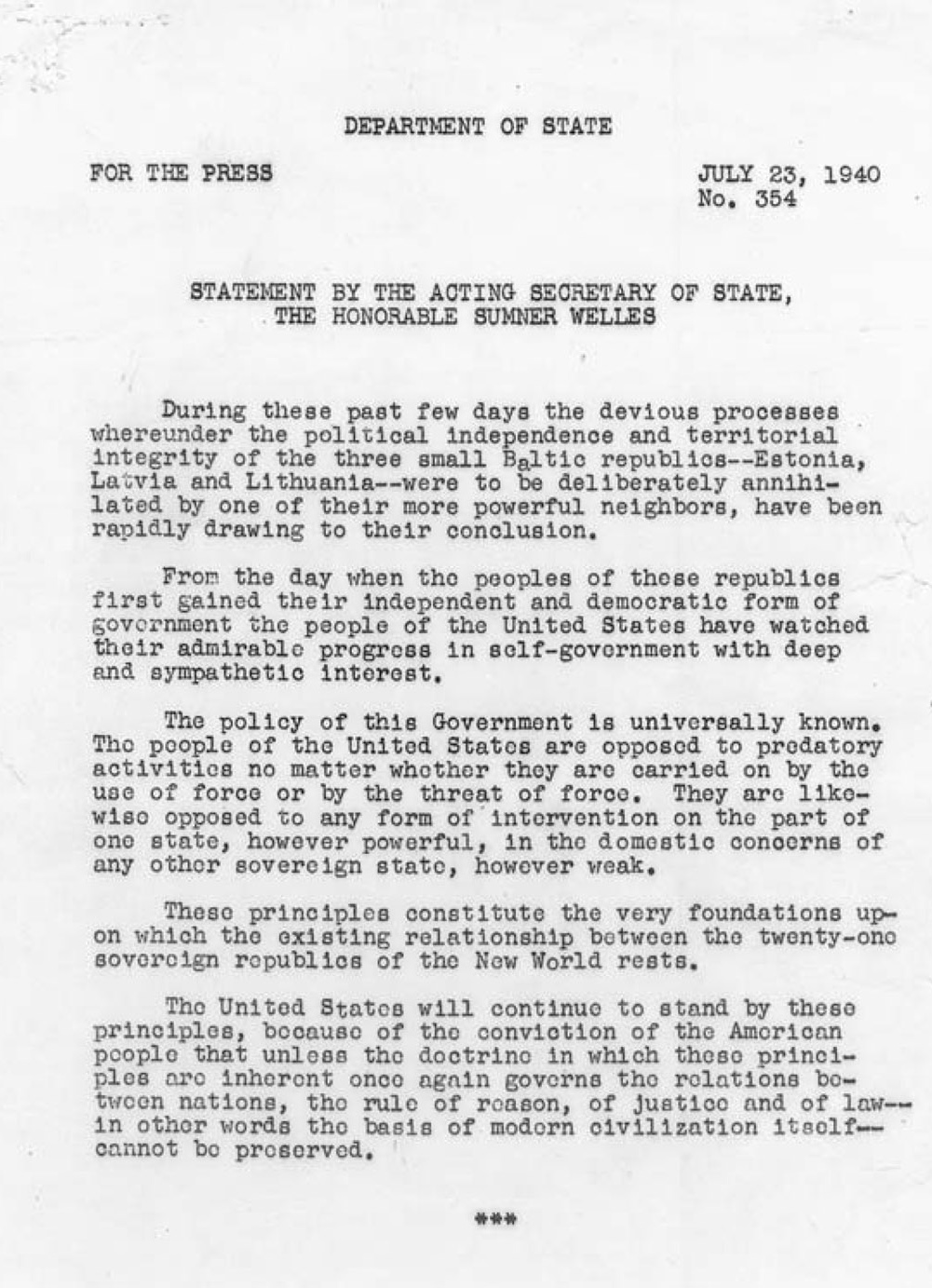
Dichiarazione di Welles: in essa si condanna l'occupazione del 1940 da parte dell'Unione Sovietica della Lettonia e degli altri due stati baltici e si rifiuta di riconoscere la loro annessione come repubbliche sovietiche

Lo studio sull'occupazione sovietica, i suoi motivi e le sue conseguenze, restano oggetto di disputa storiografica tra gli stati baltici e la Russia. Essa, in particolare, verte sulle diverse versioni degli eventi storici accaduti durante la seconda guerra mondiale e dopo. I due filoni da considerare sono, come detto, la ricostruzione storiografica lettone (condivisa anche da quella estone e lituana, oltre che dalla gran parte di quella occidentale) e quella sovietica, che continua ad essere sostenuta e difesa dal governo della Russia (oltre che di qualche altro Paese come la Bielorussia).
Secondo la Corte europea dei diritti dell'uomo, il governo lettone, gli Stati Uniti, e l'Unione europea, l'occupazione della Lettonia da parte dell'URSS nel 1940, e la sua successiva reincorporazione nell'URSS nel 1944, furono illegittime. Stando a questo resoconto, il governo regolare della Lettonia fu rovesciato nel 1940 e il dominio sovietico fu imposto con la forza. Successivamente, l'Unione Sovietica ha condotto azioni sistematiche su larga scala, tra cui omicidi e deportazioni di massa contro la popolazione lettone. Furono organizzate elezioni truccate in cui solo i candidati sostenuti dall'Unione Sovietica potevano concorrere; i risultati furono per sbaglio resi noti alla stampa occidentale a Londra prima ancora che le elezioni fossero complete. Come riporta il Time nel 1940, coloro che non avevano ottenuto il passaporto votando a favore dell'annessione della Lettonia nell'URSS rischiavano la fucilazione alla nuca dal Soviet NKVD. Il paese rimase occupato dall'Unione Sovietica fino al ripristino della sua indipendenza nel 1991. I 48 anni di occupazione sovietica e l'annessione degli Stati baltici non furono mai riconosciuti come legittimi dalle democrazie occidentali. Gli Stati Uniti hanno applicato la dottrina Stimson agli Stati baltici, in virtù della quale Washington non avrebbe riconosciuto diplomaticamente alcuna annessione territoriale effettuata con l'impiego della forza militare.
Mentre il Congresso dei deputati popolari dell'Unione Sovietica ha condannato l'annessione della Lettonia e degli altri stati baltici prima della dissoluzione dell'URSS, la Federazione Russa, lo stato legale successore dell'URSS, non riconosce l'occupazione forzata di Lettonia dall'Unione Sovietica. In particolare in riferimento alla Lettonia, la Duma russa ha approvato una risoluzione per "ricordare ai deputati del Saeima lettone che il fatto che la Lettonia facesse parte dell'Unione Sovietica fosse legittimato dai fatti e dal diritto internazionale del tempo". Il governo russo sostiene inoltre che l'Unione Sovietica liberò la Lettonia dai tedeschi nel 1944.

## Lascito
Nel 2000, la Giornata dell'Occupazione Sovietica - ricordata il 17 giugno - è diventata un giorno della memoria in Lettonia. Il Museo dell'occupazione della Lettonia, aperto a Riga nel 1993, è stato dedicato al ricordo e alle testimonianze dell'era sovietica.